# Marcelo Almeida
Marcelo Almeida (Curitiba, 6 de outubro de 1966) é engenheiro civil, empresário e comunicador.

## Origem e formação
Filho do empresário Cecílio do Rego Almeida e da arquiteta Rosa Maria Beltrão Rischibieter, nasceu em Curitiba em 6 de Outubro de 1966. Completou o curso de engenharia civil pela Pontifícia Universidade Católica do Paraná (PUC-PR) e complementou sua formação com cursos de Inglês, especialização em e-Gov (Centro Universitário de Ciências Gerenciais/UNA-MG) e extensão universitária em Administração de Empresas (PUC/PR) e Empreendedor Cívico (Instituto Paranaense de Desenvolvimento).

## Carreira política

### Vereador em Curitiba
Vereador por dois mandatos Marcelo Almeida, apresentando os seguintes projetos:
- Proposta de isenção do pagamento de IPTU por pensionistas e aposentados que recebem até 2 salários mínimos e que sejam proprietários de um só imóvel destinado a sua moradia.
- Proposta de criação do Programa Passeio Nota 10  para melhorar as calçadas da cidade de Curitiba.
- Proposta de criação do Conselho Municipal de Meio Ambiente, do Conselho Municipal de Licitações, das Escolas Municipais de Trânsito e do Fundo Municipal de Trânsito.
- Proposta de destinação de 10% dos imóveis da Cohab para famílias em situação de risco por meio de comodato.

Como vereador da cidade de Curitiba, organizou o primeiro Fórum Municipal de Segurança no Trânsito que reuni especialistas em trânsito do Brasil e do exterior para analisar e debater os desafios do trânsito em nossa cidade. Devido ao sucesso deste projeto Marcelo Almeida foi convidado pelo então governador do estado do Paraná Roberto Requião para assumir o cargo de diretor do Detran/Pr.

### Deputado Federal
Em seu mandato como deputado federal, destinou recursos orçamentários aos pequenos agricultores da região, sendo reconhecido como uma das principais pontes entre os pequenos agricultores paranaenses e a Câmara dos Deputados.[carece de fontes?]
Para a capital paranaense trouxe mais de R$ 3 milhões do Governo Federal. Estes recursos foram indicados para a instalação e reforma de cinco Casas da Leitura, para reforma do Centro de Criatividade Digital do Parque São Lourenço, para construção da Praça da Juventude na Vila Nova no CIC e para ajudar na manutenção dos seguintes hospitais: Hospital de Clínicas da UFPR, Pequeno Príncipe, Cajuru, Mater Dei e Associação Paranaense de Apoio a Criança com Neoplasia(APACN).

### Senado
Em 10/2014, Marcelo Almeida concorreu ao Senado Federal pelo PMDB. Ficou em terceiro lugar por uma vaga no Senado e com 8,73% dos votos, não se elegeu. Ficou atrás de Álvaro Dias, do PSDB (eleito com 77% dos votos) e Ricardo Gomyde, do PCdoB (também não eleito, com 12,5% dos votos).

### Partido Republicanos
Em 10/2023 tornou-se o novo presidente estadual do partido Republicanos, no Paraná. Ele assumiu o cargo no lugar de Valdemar Bernardo Jorge. 

## Áreas de atuação como parlamentar
Marcelo Almeida escolheu o Livro e a Leitura como uma das suas principais áreas de atuação parlamentar. Por acreditar que a principal missão de um Deputado Federal é ser um Protagonista Político em defesa de causas que contribuam para o desenvolvimento da Nação, desenvolve os seguintes trabalhos:
- Marcelo Almeida sugeriu ao Poder Executivo a criação do Programa Cesta Básica do Livro, dentro do Ministério da Educação, para garantir um acervo mínimo de livros às famílias de estudantes do ensino público Fundamental e Médio. Também solicitou informações ao Ministério das Comunicações a respeito da tarifa postal preferencial e reduzida para a remessa de livros pelos Correios, conforme determina a Lei 10.753/03, que institui a Política Nacional do Livro.

- Propôs a criação e preside a Frente Parlamentar Mista da Leitura no Congresso Nacional. A Frente é hoje a principal referência dentro do Congresso Nacional para todos os assuntos relacionados ao setor do livro. É ele quem está à frente do processo de análise e aprovação de dois importantes projetos de lei de autoria do Executivo: o de criação do Fundo Setorial do Livro, Leitura, Literatura e Humanidade e o que institucionaliza o Plano Nacional do Livro e Leitura.
- Articulou a implantação no Paraná do programa “Agentes da Leitura”, do Ministério da Cultura, e já viabilizou importantes investimentos federais para o Paraná na área do livro e leitura, como a instalação de quatro Casas da Leitura em Curitiba, a reforma da Biblioteca Municipal de Londrina e a construção e instalação da primeira Biblioteca Bilíngue de Fronteira do Brasil, em Barracão (Paraná).

- Está presente na organização do Fórum Regional Mais Leitura, que reúne os gestores municipais da Cultura e da Educação de todas as cidades paranaenses para a criação dos Planos Municipais do Livro e da Leitura.

### Trânsito
Desde o seu segundo mandato como vereador de Curitiba (2001-2004), tornou-se referência quando o assunto é trânsito e segurança.
Foi também relator da Subcomissão Especial da Comissão de Viação e Transportes da Câmara dos Deputados responsável pela análise de todos os projetos de lei que alteram o Código de Trânsito Brasileiro. Era uma das referências no Congresso Nacional nos assuntos relacionados ao trânsito]. Entre suas metas de trabalho está a unificação dos dados estatísticos a respeito do trânsito no Brasil, de forma a se criar um banco de dados confiável, com todos os registros de acidentes no país.
Como relator da Revisão do Código de Trânsito Brasileiro, Marcelo Almeida conversou com os segmentos organizados da sociedade Civil, especialmente os ligados às atividades diretamente relacionadas ao trânsito, como Centros de Formação de Condutores, despachantes, frotistas, policias de trânsito, motociclistas e outros. Para ele, a articulação com a Sociedade Civil é vital para que as mudanças que serão feitas no Código reflitam o desejo e atendam às necessidades da maioria da população brasileira.